# خوسيه فيلا زانتي
خوسيه فيلا زانتي (بالإسبانية: Vela Zanetti)‏ هو رسام إسباني، ولد في 27 مايو 1913 في مايلاغروس في إسبانيا، وتوفي في 4 يناير 1999 في برغش في إسبانيا.